# (8025) Forrestpeterson
(8025) Forrestpeterson ist ein Asteroid des mittleren Hauptgürtels, der am 22. März 1991 vom belgischen Astronomen Henri Debehogne am La-Silla-Observatorium (IAU-Code 809) der Europäischen Südsternwarte in Chile entdeckt wurde.
Der Himmelskörper wurde am 7. Februar 2012 nach dem US-amerikanischen Testpiloten Forrest S. Petersen (1922–1990) benannt, der als einziger Marineflieger bis Januar 1962 fünf Flüge im X-15-Programm absolvierte und 1980 aus dem aktiven Dienst ausschied.
Der Asteroid gehört zur Merxia-Familie, einer Gruppe von Asteroiden, die nach (808) Merxia benannt wurde.